# Колтушский антропоидник
Лаборатория физиологии высшей нервной деятельности Института физиологии им. И. П. Павлова РАН (Ко́лтушский антропоидник) — единственная лаборатория в России, где ведутся исследования интеллекта и особенностей поведения человекообразных обезьян.

## История
Антропоидник ведет своё начало с Биологической станции, построенной в 1923 году, в деревне Колтуши под Ленинградом. Основным направлением исследований было изучение физиологии больших полушарий головного мозга преимущественно собак методом условных рефлексов. С 1933 добавилось изучение высшей нервной деятельности человекообразных обезьян.
История антропоидника тесно связана с развитием Институт физиологии им. И. П. Павлова РАН (ИНФ РАН), который берет своё начало от Физиологической лаборатории, а позднее — Физиологического института Академии наук СССР, руководимого до 1935 года, академиком И. П. Павловым. После его смерти Институт возглавил ученик Павлова — академик Л. А. Орбели. В этот период прибавились новые направления исследований — физиология сенсорных систем, вегетативной нервной системы, сравнительно-эволюционной и возрастной физиологии, начали формулироваться представления о второй сигнальной системе.
Во время Второй Мировой войны животные были сохранены — Л. Г. Воронин эвакуировал их в Казань.
В 1950 году Физиологический институт им. И. П. Павлова АН СССР был объединён с Институтом эволюционной физиологии и патологии высшей нервной деятельности им. И. П. Павлова АМН СССР и Институтом центральной нервной системы АМН СССР.
Новый Институт физиологии им. И. П. Павлова АН СССР возглавил академик К. М. Быков и получили развитие такие направления как физиология и патология высшей нервной деятельности, общая физиология нервной системы, физиология органов чувств, эволюционная и экологическая физиологии, физиология и патология кортико-висцеральных отношений.
В 1959 году Институт физиологии возглавил академик В. Н. Черниговский. Основными направлениями исследований становятся нейрофизиология и физиология высшей нервной деятельности, физиология сенсорных систем и речи, физиология висцеральных систем, структурно-функциональная организация рецепторов внутренних органов и их представительство в коре головного мозга, разработка механизмов восприятия и переработки сенсорной информации, анализ роли стриато-таламо-кортикальной системы в регуляции поведения, онтогенез мотивационно-эмоциональных реакций, академиком А. М. Уголевым открыто мембранное пищеварение.
После смерти академика В. Н. Черниговского некоторое время Институтом руководил профессор Кирилл Павлович Иванов. С 1980 по 1990 год Институт возглавлял академик Владимир Александрович Говырин, а с 1990 по 2015 год Институтом руководил член-корреспондент РАН Джан Петрович Дворецкий.
С 1980-х годов, вместе с застоем в экономике, начинается и упадок антропоидника. Из-за нестабильного финансирования, а также непрофессионального руководства, лаборатория теряет большую часть коллекции обезьян. Животные (включая нескольких шимпанзе) были проданы в зоопарки и цирки или отданы в дар. Деятельность антропоидника поддерживалась только благодаря усилиям научных работников-энтузиастов.

## Питомцы
Первым и наиболее прославленным питомцем антропоидника является шимпанзе Рафаэль, которого первоначально содержали в условиях максимально приближенных к человеческим. При этом Рафаэль мог демонстрировать как «человеческое» поведение (например, любил принимать ванны), так и вполне дикое: проявлял агрессию к людям, сбегал, разбивая стекла.
С участием Рафаэля был поставлены ряд поведенческих экспериментов, как например: опыт по изучению отсроченной реакции шимпанзе с участием кошки, решение задачи двумя известными способами.
На конец 2014 года в колтушском антропоиднике содержится шимпанзе по имени Джина, а также группа макак-резусов, включая макаку по кличке Кроха.

## Значение антропоидника
Колтушский антропоидник является единственным местом в России и самой северной точкой на Земле, где ведутся академические исследования человекообразных обезьян.
Антропоидник является объектом культурного наследия России федерального значения, находится под охраной ЮНЕСКО и является наследием ученого мирового значения — И. П. Павлова.

## Современное состояние антропоидника
Исследования на шимпанзе и низших обезьянах успешно финансировались и продолжались вплоть до 80-х годов. Начиная с 90-х, государство практически прекратило финансирование антропоидника. В этот период, усилиями энтузиастов-исследователей, были сохранены питомцы и продолжено сравнительное изучение высшей нервной деятельности шимпанзе и детей дошкольного возраста.
На начало 2014 года здание антропоидника продолжало находиться в обветшавшем и устаревшем состоянии, вольеры нуждались в модернизации. Руководство антропоидника неоднократно подавало прошения в ответственные органы, в том числе непосредственно В. В. Путину, но просьбы были проигнорированы.
30 октября 2014 года с помощью краудфандинга были собраны 400 тысяч рублей, требующиеся для ремонта помещений антропоидника.

## Фото

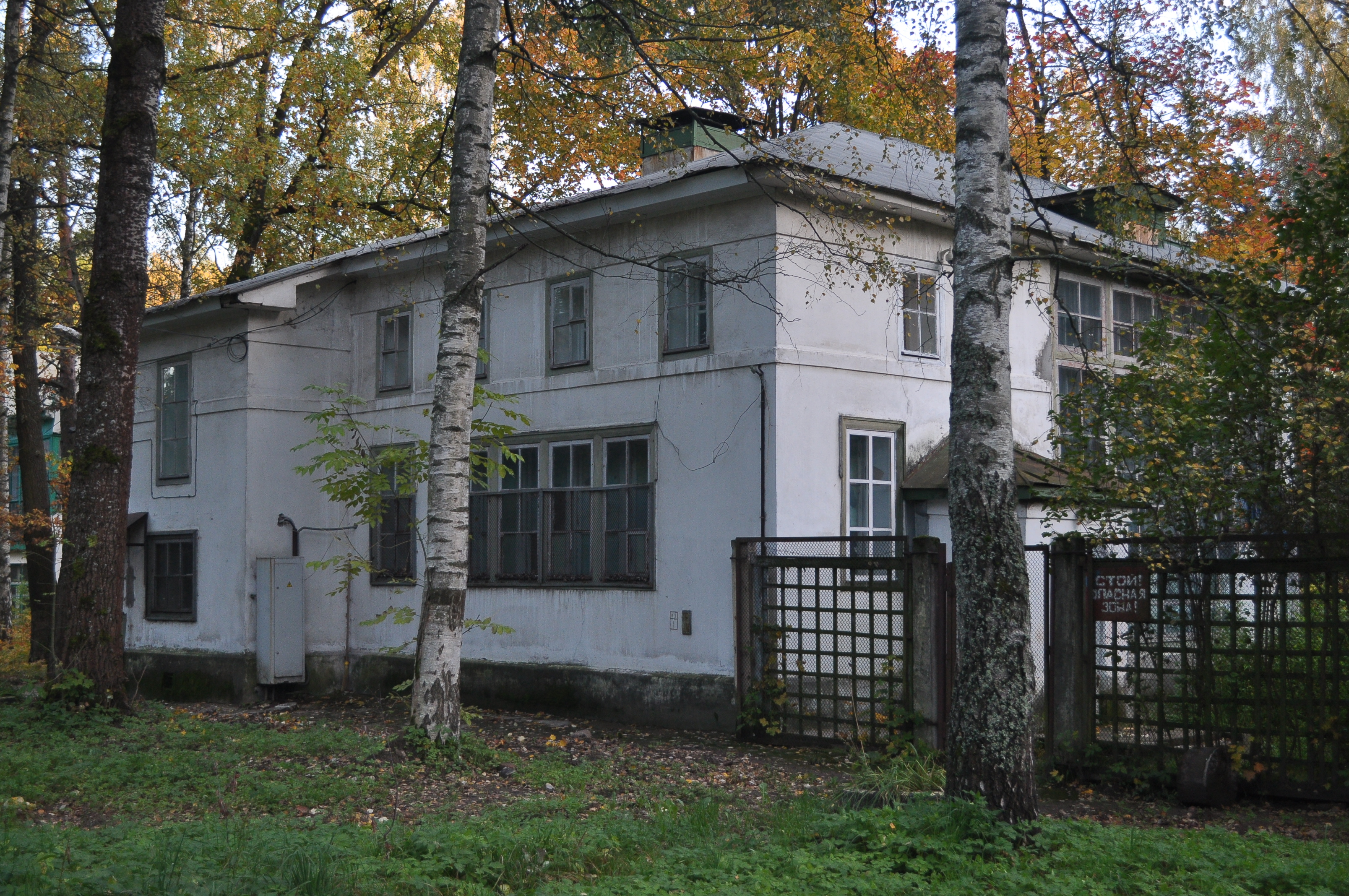
Здание антропоидника, вид сзади. 2012 год
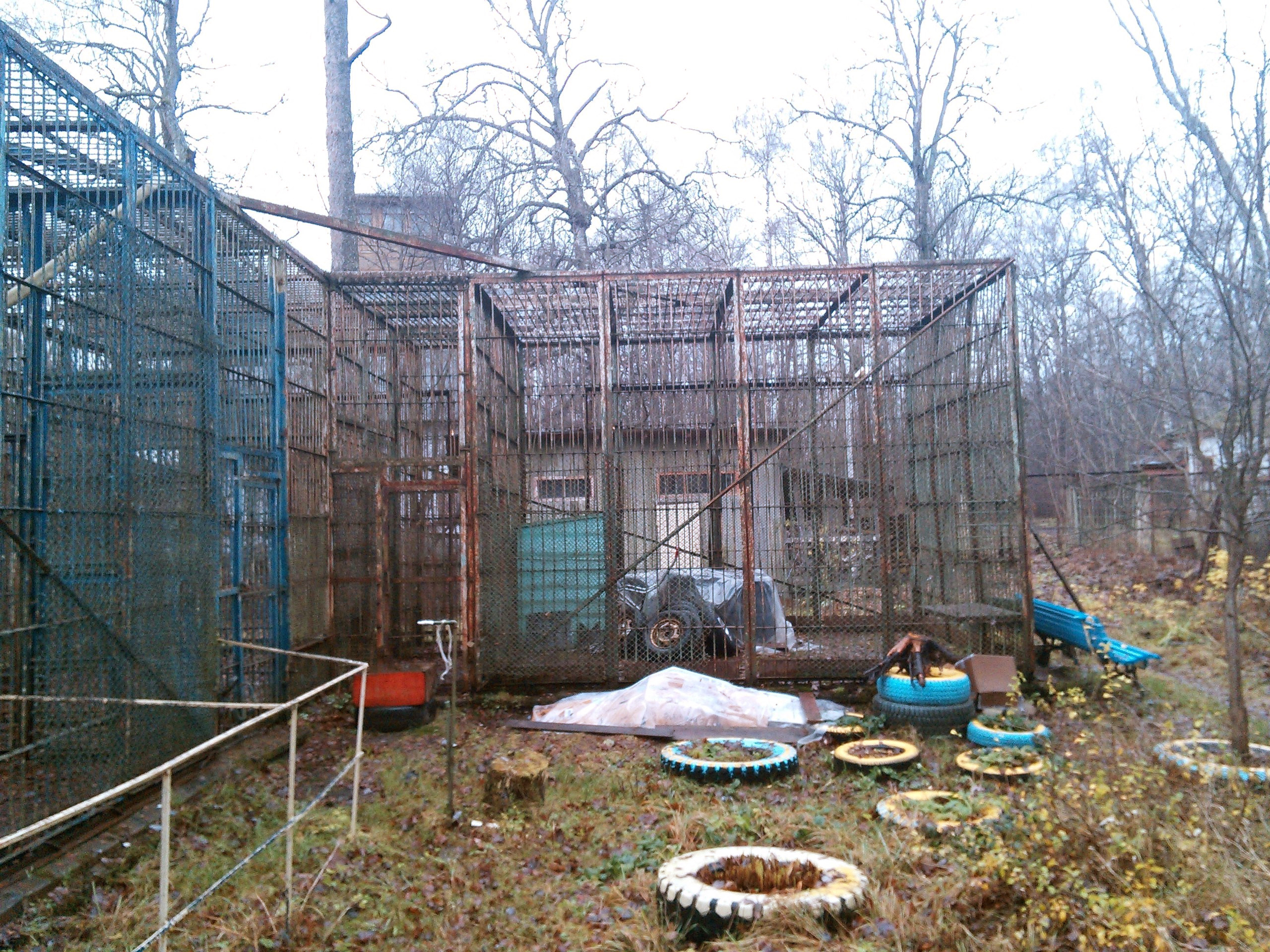
Внешний (летний) вольер антропоидника. Снят осенью 2013, когда уже не использовался
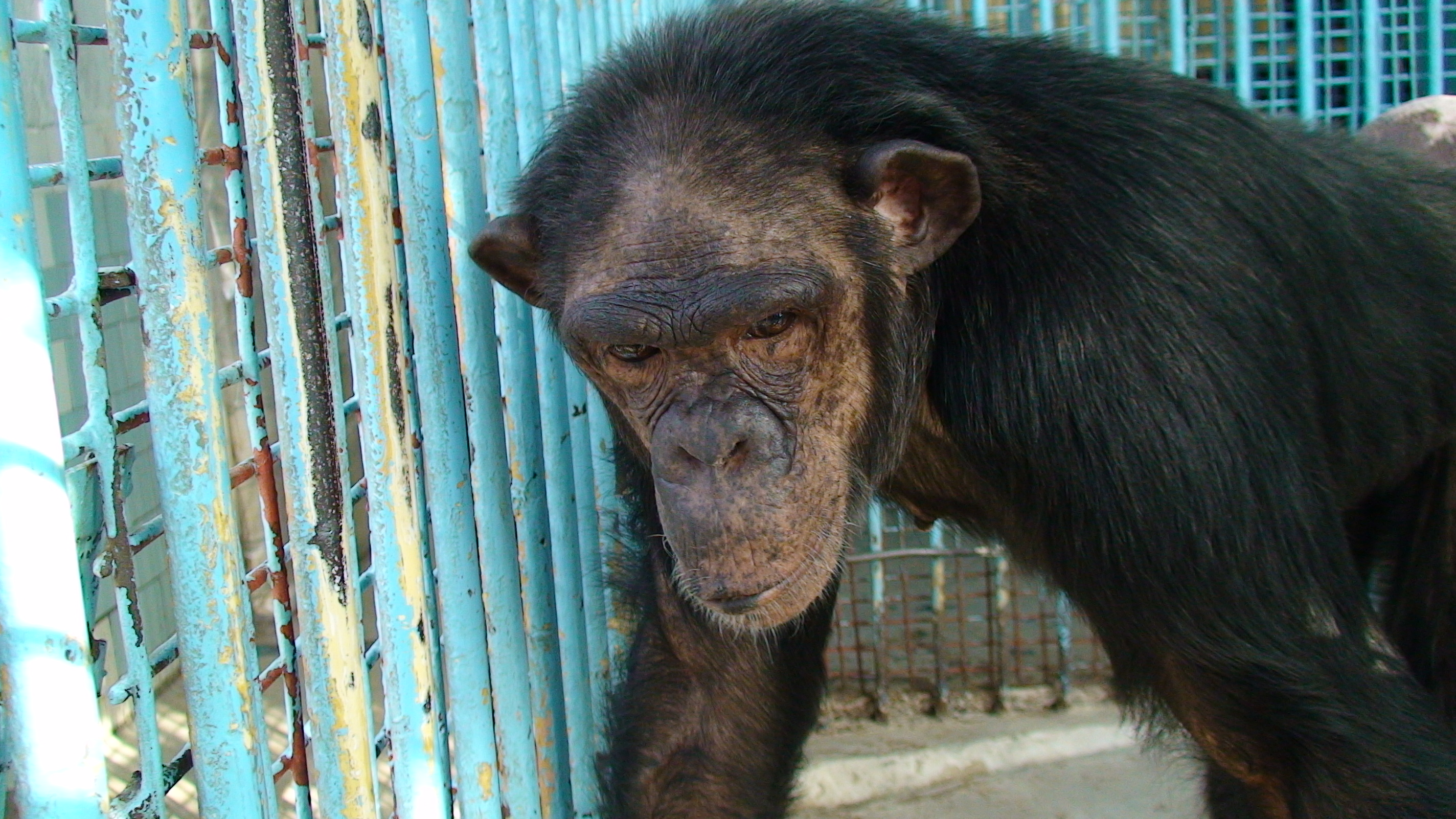
Шимпанзе Джина. 2013 год
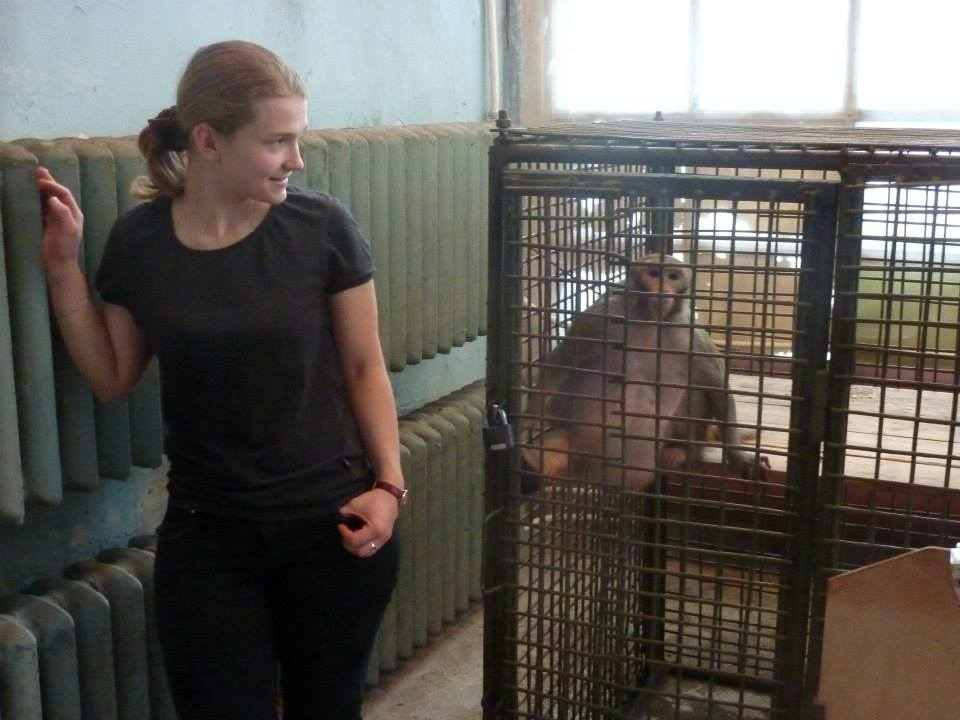
Сотрудница антропоидника и макака Кроха